# سیارک ۶۶۱۳
سیارک ۶۶۱۳ (به انگلیسی: 6613 Williamcarl، نامگذاری:1994LK) شش هزار و ششصد و سیزدهمین سیارک کشف شده‌است که در ۲ ژوئن ۱۹۹۴ کشف شد.